# Bingoal WB/Saison 2020
Dieser Artikel listet Erfolge und Fahrer des Radsportteams Bingoal WB in der Saison 2020 auf.

## Siege
| Siege | Siege  | Siege | Siege  | Siege  | Siege |
| Datum | Rennen | Staat | Klasse | Sieger |       |
| ----- | ------ | ----- | ------ | ------ | ----- |

- keine -

## Fahrer
| Teamkader 2020          | Teamkader 2020     | Teamkader 2020 | Teamkader 2020                        |
| Name                    | Geburtsdatum       | Land           | Vorheriges Team                       |
| ----------------------- | ------------------ | -------------- | ------------------------------------- |
| Jonas Castrique         | 13. Januar 1997    | Belgien        | Wallonie-Bruxelles Development (2019) |
| Sean De Bie             | 3. Oktober 1991    | Belgien        | Roompot-Charles (2019)                |
| Laurens Huys            | 24. September 1998 | Belgien        | Lotto-Soudal U23 (2019)               |
| Kevyn Ista              | 22. November 1984  | Belgien        | IAM Cycling (2014)                    |
| Eliot Lietaer           | 15. August 1990    | Belgien        | Sport Vlaanderen-Baloise (2017)       |
| Arjen Livyns            | 1. September 1994  | Belgien        | Roompot-Charles (2019)                |
| Kenny Molly             | 24. Dezember 1996  | Belgien        | AGO-Aqua Service (2018)               |
| Julien Mortier          | 20. Juli 1997      | Belgien        | AGO-Aqua Service (2017)               |
| Aksel Nõmmela           | 22. Oktober 1994   | Estland        | BEAT Cycling Club (2018)              |
| Mathijs Paasschens      | 18. März 1996      | Niederlande    | Home Solution-Anmapa-Soenens (2018)   |
| Dimitri Peyskens        | 26. November 1991  | Belgien        | Veranclassic-Ago (2016)               |
| Baptiste Planckaert     | 28. September 1988 | Belgien        | Katusha-Alpecin (2018)                |
| Ludovic Robeet          | 22. Mai 1994       | Belgien        | Color Code-Arden'Beef (2016)          |
| Franklin Six            | 29. Dezember 1996  | Belgien        | AGO-Aqua Service (2017)               |
| Joel Suter              | 25. Oktober 1998   | Schweiz        | Akros-Thömus (2019)                   |
| Lionel Taminiaux        | 21. Mai 1996       | Belgien        | AGO-Aqua Service (2018)               |
| Boris Vallée            | 3. Juni 1993       | Belgien        | Wanty-Gobert (2019)                   |
| Jelle Vanendert         | 19. Februar 1985   | Belgien        | Lotto-Soudal (2019)                   |
| Tom Wirtgen             | 4. März 1996       | Luxemburg      | AGO-Aqua Service (2018)               |
| Luc Wirtgen             | 7. Juli 1998       | Luxemburg      | Wallonie-Bruxelles Development (2019) |
|                         |                    |                |                                       |
| Quelle: ProCyclingStats |                    |                |                                       |